# O Desafio
O Desafio é um filme de 1965 que marcou o cinema novo, dirigido por Paulo César Saraceni, com roteiro de Nelson Xavier e produção de Sérgio Saraceni.
Por tratar do romance entre a mulher de um rico industrial, Ada e Marcelo (Vianinha), um estudante de esquerda, foi entendido como apologia do amor entre as classes. Passou pela censura do regime militar.[carece de fontes?]
Pode-se dizer que o diretor quis investigar as razões do Golpe Militar de 1964 (a traição da burguesia industrial, que não se mostrou progressista) e seu impacto psicológico sobre os intelectuais.[carece de fontes?]
O filme terminou quando Glauber Rocha, Carlos Heitor Cony, Flávio Rangel, Paulo Francis e outros foram presos em 1965, no fim da escadaria do bairro carioca da Glória, perto de um hotel onde esses intelectuais protestaram contra a ditadura militar diante de autoridades internacionais.[carece de fontes?]